# Comuna Verguleasa, Olt
Verguleasa este o comună în județul Olt, Muntenia, România, formată din satele Căzănești, Cucueți, Dumitrești, Poganu, Valea Fetei, Vânești și Verguleasa (reședința).

## Demografie
Componența etnică a comunei Verguleasa
     Români (89,28%)
     Romi (1,8%)
     Alte etnii (0%)
     Necunoscută (8,92%)
Componența confesională a comunei Verguleasa
     Ortodocși (90,41%)
     Alte religii (0,42%)
     Necunoscută (9,17%)
Conform recensământului efectuat în 2021, populația comunei Verguleasa se ridică la 2.836 de locuitori, în scădere față de recensământul anterior din 2011, când fuseseră înregistrați 3.139 de locuitori. Majoritatea locuitorilor sunt români (89,28%), cu o minoritate de romi (1,8%), iar pentru 8,92% nu se cunoaște apartenența etnică. Din punct de vedere confesional, majoritatea locuitorilor sunt ortodocși (90,41%), iar pentru 9,17% nu se cunoaște apartenența confesională.

## Politică și administrație
Comuna Verguleasa este administrată de un primar și un consiliu local compus din 11 consilieri. Primarul, Valentin V. Piciu[*], de la Partidul Social Democrat, este în funcție din 2012. Începând cu alegerile locale din 2024, consiliul local are următoarea componență pe partide politice:
|  | Partid                          | Consilieri | Componența Consiliului | Componența Consiliului | Componența Consiliului | Componența Consiliului | Componența Consiliului | Componența Consiliului | Componența Consiliului | Componența Consiliului | Componența Consiliului |
|  | ------------------------------- | ---------- | ---------------------- | ---------------------- | ---------------------- | ---------------------- | ---------------------- | ---------------------- | ---------------------- | ---------------------- | ---------------------- |
|  | Partidul Social Democrat        | 9          |                        |                        |                        |                        |                        |                        |                        |                        |                        |
|  | Partidul Național Liberal       | 1          |                        |                        |                        |                        |                        |                        |                        |                        |                        |
|  | Alianța pentru Unirea Românilor | 1          |                        |                        |                        |                        |                        |                        |                        |                        |                        |

## Economie
În primăvara anului 2023, în zona comunei a fost descoperită o mare cantitate de zăcăminte de țiței, ceea ce va contribui la o puternică dezvoltare economică a regiunii.